# Bredene Koksijde Classic 2022
La 19.ª edición de la clásica ciclista Bredene Koksijde Classic fue una carrera en Bélgica que se celebró el 18 de marzo de 2022 con inicio en la ciudad de Bredene y final en la ciudad de Koksijde sobre un recorrido de 200,9 kilómetros.
La carrera formó parte del UCI ProSeries 2022, calendario ciclístico mundial de segunda división, dentro de la categoría UCI 1.Pro y fue ganada por el alemán Pascal Ackermann del UAE Emirates. Completaron el podio, como segundo y tercer clasificado respectivamente, el francés Hugo Hofstetter del Arkéa Samsic y el belga Tim Merlier del Alpecin-Fenix.

## Equipos participantes
Tomaron parte en la carrera 20 equipos: 9 de categoría UCI WorldTeam invitados por la organización, 9 de categoría UCI ProTeam y 2 de categoría Continental. Formaron así un pelotón de 128 ciclistas de los que acabaron 99. Los equipos participantes fueron:
| WorldTeams (9)- Quick-Step Alpha Vinyl - Lotto-Soudal - UAE Team Emirates - Bora-Hansgrohe - Israel-Premier Tech - Trek-Segafredo - Intermarché-Wanty-Gobert Matériaux - Cofidis - Team DSM ProTeams (9)- Alpecin-Fenix - Arkéa-Samsic - TotalEnergies - Uno-X Pro Cycling Team - B&B Hotels-KTM - Sport Vlaanderen-Baloise - Bingoal Pauwels Sauces WB - Bardiani-CSF-Faizanè - Human Powered Health Equipos continentales (2)- Minerva Cycling Team - Tarteletto-Isorex |
| |

## Clasificación final
- Las clasificaciones finalizaron de la siguiente forma:[3]

| \| Clasificación general \| Clasificación general \| Clasificación general \| Clasificación general \| Clasificación general \| \| Ciclista \| Ciclista \| Equipo \| Tiempo \| \| \| --------------------- \| --------------------- \| ---------------------------------- \| --------------------- \| --------------------- \| \| 1.º \| Pascal Ackermann \| UAE Team Emirates \| 4 h 29 min 30 s \| \| \| 2.º \| Hugo Hofstetter \| Arkéa-Samsic \| + 0 s \| \| \| 3.º \| Tim Merlier \| Alpecin-Fenix \| + 0 s \| \| \| 4.º \| Samuel Welsford \| Team DSM \| + 0 s \| \| \| 5.º \| Gerben Thijssen \| Intermarché-Wanty-Gobert Matériaux \| + 0 s \| \| \| 6.º \| Timothy Dupont \| Bingoal Pauwels Sauces WB \| + 0 s \| \| \| 7.º \| Søren Wærenskjold \| Uno-X Pro Cycling Team \| + 0 s \| \| \| 8.º \| Luca Mozzato \| B&B Hotels-KTM \| + 0 s \| \| \| 9.º \| Arnaud De Lie \| Lotto-Soudal \| + 0 s \| \| \| 10.º \| Bert Van Lerberghe \| Quick-Step Alpha Vinyl \| + 0 s \| \| |                    |                                    |                 |
| |                    |                                    |                 |
| Fuente: ProCyclingStats |                    |                                    |                 |
| Clasificación general |                    |                                    |                 |
| Ciclista | Ciclista           | Equipo                             | Tiempo          |
| 1.º | Pascal Ackermann   | UAE Team Emirates                  | 4 h 29 min 30 s |
| 2.º | Hugo Hofstetter    | Arkéa-Samsic                       | + 0 s           |
| 3.º | Tim Merlier        | Alpecin-Fenix                      | + 0 s           |
| 4.º | Samuel Welsford    | Team DSM                           | + 0 s           |
| 5.º | Gerben Thijssen    | Intermarché-Wanty-Gobert Matériaux | + 0 s           |
| 6.º | Timothy Dupont     | Bingoal Pauwels Sauces WB          | + 0 s           |
| 7.º | Søren Wærenskjold  | Uno-X Pro Cycling Team             | + 0 s           |
| 8.º | Luca Mozzato       | B&B Hotels-KTM                     | + 0 s           |
| 9.º | Arnaud De Lie      | Lotto-Soudal                       | + 0 s           |
| 10.º | Bert Van Lerberghe | Quick-Step Alpha Vinyl             | + 0 s           |

## UCI World Ranking
La Bredene Koksijde Classic otorgó puntos para el UCI World Ranking para corredores de los equipos en las categorías UCI WorldTeam, UCI ProTeam y Continental. Las siguientes tablas son el baremo de puntuación y los diez corredores que obtuvieron más puntos:
| Posición              | 1.º | 2.º | 3.º | 4.º | 5.º | 6.º | 7.º | 8.º | 9.º | 10.º | 11.º | 12.º | 13.º | 14.º | 15.º | 16.º-30.º | 31.º-40.º |
| Clasificación general | 200 | 150 | 125 | 100 | 85  | 70  | 60  | 50  | 40  | 35   | 30   | 25   | 20   | 15   | 10   | 5         | 3         |

| Clasificación |                    |                                    |         |
| Posición      | Ciclista           | Equipo                             | General |
| ------------- | ------------------ | ---------------------------------- | ------- |
| 1.º           | Pascal Ackermann   | UAE Emirates                       | 200     |
| 2.º           | Hugo Hofstetter    | Arkéa Samsic                       | 150     |
| 3.º           | Tim Merlier        | Alpecin-Fenix                      | 125     |
| 4.º           | Samuel Welsford    | DSM                                | 100     |
| 5.º           | Gerben Thijssen    | Intermarché-Wanty-Gobert Matériaux | 85      |
| 6.º           | Timothy Dupont     | Bingoal Pauwels Sauces WB          | 70      |
| 7.º           | Søren Wærenskjold  | Uno-X                              | 60      |
| 8.º           | Luca Mozzato       | B&B Hotels-KTM                     | 50      |
| 9.º           | Arnaud De Lie      | Lotto Soudal                       | 40      |
| 10.º          | Bert Van Lerberghe | Quick-Step Alpha Vinyl             | 35      |